# Estádio Dr. Jorge Sampaio
Das Estádio Dr. Jorge Sampaio ist ein Fußballstadion mit Leichtathletikanlage in der portugiesischen Gemeinde Pedroso (Kreis Vila Nova de Gaia).

## Geschichte
Die Anlage wurde am 4. Oktober 2003 durch den Präsidenten der Republik Jorge Sampaio und den Präsidenten der Câmara Municipal von Vila Nova de Gaia, Luís Filipe Menezes, eingeweiht und bietet 8500 Zuschauern Platz.
Das Stadion ist Teil des Sportkomplex Complexo Desportivo de Pedroso. Das Spielfeld mit der Leichtathletikanlage ist von einem Tribünenring umschlossen. Die Nordtribüne ist überdacht. Im Inneren des Stadions befinden sich Räume für die Pressekonferenz und vier Bars. Vier Flutlichttürme ermöglichen die Nutzung nach Sonnenuntergang.
Die Sportstätte dient seit 2012 dem Fußballverein FC Porto B, der zweiten Mannschaft des FC Porto, zur Austragung der Heimspiele in der Segunda Liga.